# Бабинецька волость
Бабинецька волость (Новофастівська) — історична адміністративно-територіальна одиниця Сквирського повіту Київської губернії з центром у селі Бабин.
Станом на 1886 рік складалася з 5 поселень, 5 сільських громад. Населення — 6188 осіб (2763 чоловічої статі та 3117 — жіночої), 634 дворових господарств.
|                     | Площа, десятин | У тому числі орної, дес. |
| ------------------- | -------------- | ------------------------ |
| Сільських громад    | 5028           | 4378                     |
| Приватної власності | 5482           | 4039                     |
| Іншої власності     | 238            | 189                      |
| Загалом             | 10748          | 8606                     |

Основні поселення волості:
- Бабин — колишнє власницьке село за 25 верст від повітового міста, 1081 осіб, 160 дворів, православна церква, школа, постоялий будинок, водяний млин.
- Бистрик — колишнє власницьке село, 844 особи, 34 двори, православна церква, католицька каплиця, школа, постоялий будинок, 2 водяних млини.
- Мовчанівка — колишнє власницьке село, 845 осіб, 106 дворів, православна церква, школа.
- Новофастів — колишнє власницьке містечко, 1269 осіб, 194 двори, православна церква, костел, єврейський молитовний будинок, школа, постоялий будинок, 2 лавки, 2 водяних млини.
- Сніжна — колишнє власницьке село, 846 осіб, 120 дворів, православна церква, школа, постоялий будинок, лавка, 2 водяних і вітряний млини, винокурний завод.

Наприкінці XIX сторіччя волость отримана назву Бабинецька. 
Старшинами волості були:
- 1909—1913 роках — Захар Семенович Смитюх'[2],[3],[4],[5];
- 1915 року — Григорій Федотович Щербанюк'[6].